# Partito d'Unità Nazionale Cambogiano
Il Partito d'Unità Nazionale Cambogiano in (khmer: គណបក្សសាមគ្គីជាតិកម្ពុជា) è stato un partito politico cambogiano istituito dai Khmer rossi il 30 novembre 1992 durante il mandato UNTAC in Cambogia per partecipare alle elezioni nazionali di quell'anno. Il partito era guidato da Khieu Samphan e Son Sen. Succedette al Partito della Kampuchea Democratica dopo il 1993. Come il partito precedente, l'Esercito Nazionale della Kampuchea Democratica era il suo braccio armato. Lo scopo principale del partito era quello di "implementare la liberal-democrazia multipartitica". La sua radio nazionale era conosciuta come la Voce del Fronte Unito Nazionale della Cambogia" prima di essere rimpiazzata nel 1994 dalla radio del Governo provvisorio d'unità nazionale e salvezza nazionale della Cambogia. Altri ministeri includevano Chan Youran, Mak Ben, In Sopheap, Kor Bun Heng, Pich CHeang e Chuon Choeun.
Nell'agosto del 1996 Ieng Sary disertò dalle file dei Khmer rossi con due divisioni armate e una formazione del suo partito il Movimento Democratico d'Unione Nazionale, che incoraggiò maggiori defezioni dai Khmer rossi come Son Sen e Ta Mok, Pol Pot reagì a questa defezione facendo massacrare lo stesso Sen e tentando lo stesso con Ta Mok fallendo nel suo intento. Nella metà del giugno del 1997 Khieu Samphan (che in quel momento aveva fondato il suo partito il Partito Khmer di Solidarietà Nazionale) denunciò Pol Pot e iniziò a discutere per una smobilitazione e un ritorno alla vita civile di tutti gli uomini dei Khmer rossi.
Con la morte dello stesso Pol Pot nell'aprile del 1998 e l'insorgere di un sentimento diffuso nei Khmer rossi per porre fine al conflitto civile ultradecennale in Cambogia, Khieu Samphan e Ta Mok si adoperarono per sciogliere il governo provvisorio il 22 giugno 1998.